# Пятнистый мечеклювый древолаз
Пятнистый мечеклювый древолаз (лат. Xiphorhynchus erythropygius) — вид птиц из семейства печниковых. Известно пять подвидов.

## Распространение
Обитают в Белизе, Колумбии, Коста-Рике, Эквадоре, Сальвадоре, Гватемале, Гондурасе, Мексике, Никарагуа и Панаме. Обитают в субтропических и тропических лесах, как равнинных, так и горных.

## Описание
Длина тела 22 см. Голова оливково-коричневая, равно как спина и грудь. Птица покрыта пятнами, на груди они яркие. Также у представителей вида имеется заметное яркое кольцо вокруг глаза.

## Биология
О питании и размножении этих птиц известно очень мало. Часто кормятся в составе групп птиц других видов.
МСОП присвоил виду охранный статус LC.